# Carlos Martín Vigaray
Carlos Martín Vigaray (Leganés, 7 settembre 1994) è un calciatore spagnolo, difensore dell'Al-Ahli.

## Caratteristiche tecniche
Terzino destro, può giocare anche da centrale di difesa.

## Carriera
Ha giocato nella prima e nella seconda divisione spagnola. Nella stagione 2024-2025 si è trasferito all'Al-Ahli Sports Club of Manama nel campionato del Bahrain.